# Kościół Matki Bożej Królowej Polski i św. Michała Archanioła w Miejscu Piastowym
Kościół Matki Bożej Królowej Polski i św. Michała Archanioła – rzymskokatolicki kościół konwentualny michalitów i klasztor znajdujące się przy ul. ks. Markiewicza 25a w Miejscu Piastowym w powiecie krośnieńskim województwa podkarpackiego.
Jest to kościół filialny parafii Nawiedzenia NMP (dekanat Miejsce Piastowe, archidiecezja przemyska). Kościół jest sanktuarium św. Michała Archanioła oraz bł. Bronisława Markiewicza.

## Historia
Kościół został zbudowany przy klasztorze michalitów w latach 1931−1935, według projektu Jana Sas-Zubrzyckiego. Budynek został poświęcony 2 maja 1935 roku przez biskupa Franciszka Bardę, natomiast konsekrowany przez biskupa Ignacego Tokarczuka 29 czerwca 1972 roku. Miejsce odwiedził w czasie jednej z pielgrzymek do ojczyzny w 1997 roku papież Jan Paweł II. 4 czerwca 2007 roku metropolita przemyski arcybiskup Józef Michalik wydał dekret, który podniósł świątynię do rangi Sanktuarium św. Michała Archanioła i bł. Bronisława Markiewicza.

## Architektura
Kaplica w stylu eklektycznym, murowana, trójnawowa, wybudowana na planie zbliżonego do kwadratu prostokąta. Fasada jest dwuwieżowa.
Architekt w przyziemiu zaprojektował niedużą salę teatralną z widownią, sceną i podsceniem. Funkcję kaplicy spełniało pomieszczenie na piętrze. W wystroju zewnętrznym Sas-Zubrzycki nawiązał do słowiańskich i polskich tradycji a to: zdwojone okna z pojedynczym łukiem, oraz podcienia. W ceglane mury architekt wkomponował elementy kamienne z piaskowca. Górne fragmenty wież oraz tambur są otynkowane. W trakcie budowy na polecenie zleceniodawcy wprowadzono kilka zmian. Kaplicę wydłużono o jedno przęsło, co skutkowało rezygnacją z dwóch wież w tylnej części kaplicy, zamiast oculusów (w wieży) zastosowano biforia, nie wybudowano podcieni, oraz zwiększono liczbę stopni w schodach od frontu.  

## Wystrój i wyposażenie
W ołtarzu głównym jest umieszczona figura Matki Bożej Królowej Korony Polskiej, którą zamówił i sprowadził do Miejsca Piastowego ksiądz Bronisław Markiewicz. Po prawej stronie jest umieszczony ołtarz z relikwiami bł. Bronisława z 2005 roku. Nastawa ołtarzowa ukazuje Błogosławionego razem z grupą michalitek, michalitów i wychowanków. Została ona wykonana z brązu przez krakowskiego artystę Wincentego Kućmę. Jego autorstwa jest również rzeźba św. Michała Archanioła umieszczona na górze frontowej ściany sanktuarium. Na frontonie świątyni zostały wypisane słowa przepowiedni Anioła Stróża Polski, zapamiętane i uwiecznione drukiem przez ks. Bronisława Markiewicza: „Polacy! Najwyżej Pan Bóg was wyniesie, kiedy dacie światu wielkiego papieża”. 